# Hallimallapura, Channagiri
Hallimallapura là một làng thuộc tehsil Channagiri, huyện Davanagere, bang Karnataka, Ấn Độ.